# Kékhátú alóza
A kékhátú alóza (Alosa aestivalis) a sugarasúszójú halak (Actinopterygii) osztályának heringalakúak (Clupeiformes) rendjébe, ezen belül a heringfélék (Clupeidae) családjába tartozó faj.

## Előfordulása
A kékhátú alóza elterjedési területe az Atlanti-óceán nyugati része, Új-Skóciától Floridáig; ezenkívül, ez a halfaj még megtalálható, az Észak-Amerika-i kontinens, keleti részén levő folyók alsó szakaszában is.

## Megjelenése
Ez a halfaj általában 27,5 centiméter hosszú, de akár 40 centiméteresre is megnőhet. Testtömege legfeljebb 200 gramm. 47-53 csigolyája van. Háta sötétkék, néha kékesszürke. Vállán sötét folt található.

## Életmódja
Az alózáknak ez a faja egyaránt megél a sós-, édes- és brakkvízben is. Általában 5-55 méter mélységben tartózkodik. Rajokban él. A telet a fenéken, a partoktól távol tölti, viszont késő tavasszal visszajön a partok közelébe. Tápláléka kisebb halak, evezőlábú rákok és krillek. A halban buzogányfejű férgek (Acanthocephala) és fonálférgek (Nematoda) élősködhetnek.
Legfeljebb 8 évig él.

## Szaporodása
A kékhátú alóza anadrom vándorhal (a tengerből az édesvízbe vonul ívni). Az ivadék 5 centiméteresen hagyja el szülőhelyét, és beúszik a tengerbe, illetve az óceánba.

## Felhasználása
Ezt a halfajt egyaránt tenyésztik és halásszák is. Az ember frissen és sózva fogyassza.